# Encarsia peltata
Encarsia peltata är en stekelart som först beskrevs av Cockerell 1911.  Encarsia peltata ingår i släktet Encarsia och familjen växtlussteklar. Inga underarter finns listade i Catalogue of Life.